# Aiguille des Glaciers
L'Aiguille des Glaciers (pron. fr. AFI: [eɡɥij de ɡlasje], lett. vetta dei ghiacciai; 3.816 m s.l.m.) è una montagna delle Alpi del Monte Bianco nelle Alpi Graie. Si trova lungo il confine tra l'Italia e la Francia.

## Caratteristiche

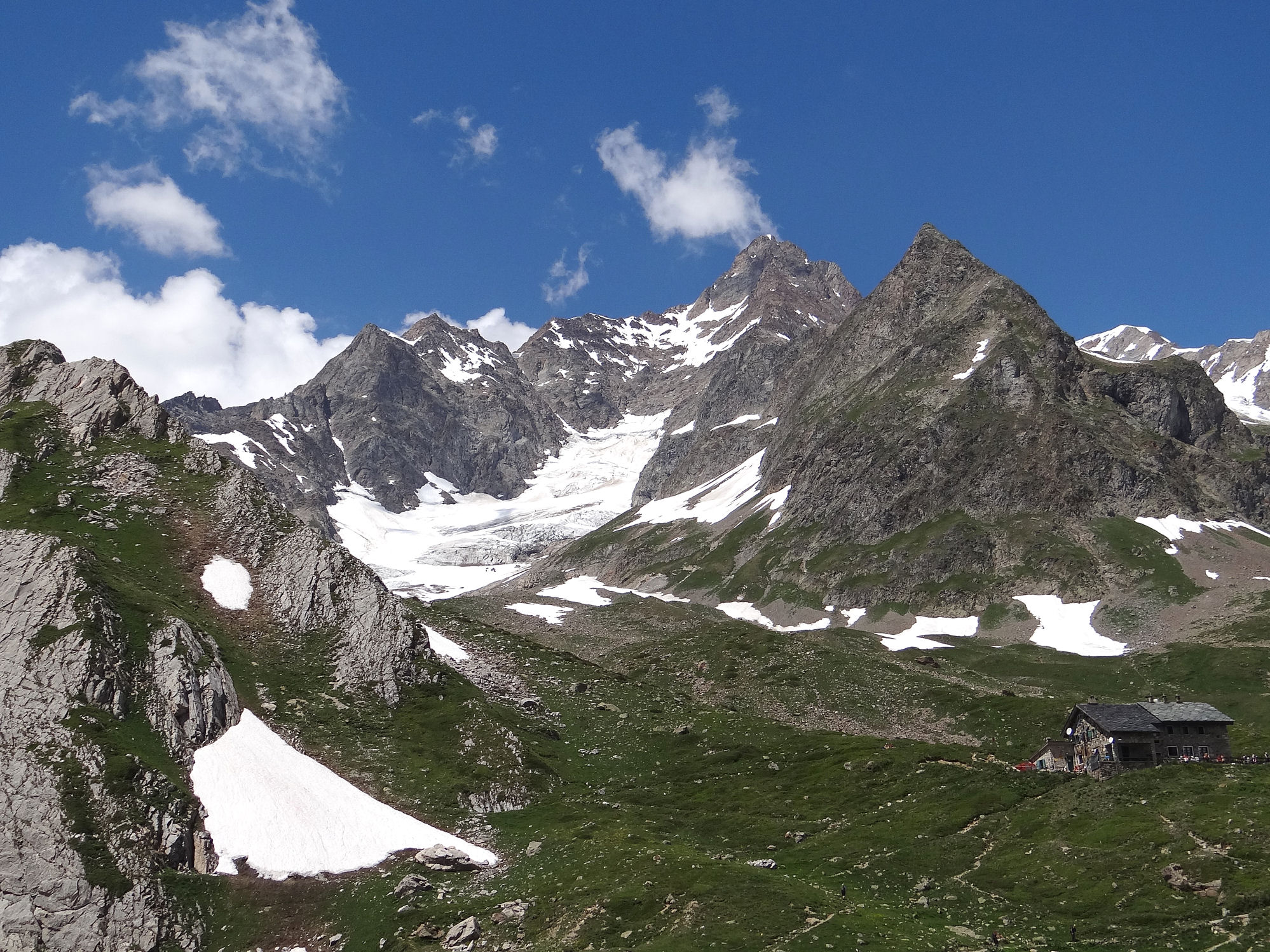
Versante italiano della montagna con sotto il Glacier d'Estelette ed in basso il Rifugio Elisabetta.

Si trova lungo la linea di confine tra i dipartimenti francesi della Savoia e dell'Alta Savoia e la regione italiana della Valle d'Aosta.
Si presenta come un'imponente piramide rocciosa che sovrasta ripidi ghiacciai. Tre creste principali si dipartono dalla vetta: una andando verso sud scende al colle della Seigne; una seconda in direzione sud-est la congiunge all'Aiguille d’Estellette (2.983 m) e la terza verso nord punta verso l'Aiguilles de Trélatête.

## Salita alla vetta
È possibile salire sulla vetta partendo dal Rifugio Elisabetta (2.195 m) oppure dal Refuge Robert Blanc (2.750 m).